# チェスターフィールド郡 (バージニア州)
チェスターフィールド郡（英: Chesterfield County）は、アメリカ合衆国バージニア州の郡である。人口は36万4548人（2020年）。郡庁所在地は未編入の町であるチェスターフィールドであり、同郡に法人化された町は無い。国勢調査指定地域で人口最大の所はチェスターである。リッチモンド・ピーターズバーグ地域にあり、都市圏としてはリッチモンド都市圏に属している。郡北部の多くはリッチモンド都市圏の「サウスサイド」と呼ばれる地域にある。

## 歴史

### ヘンライコシティ、ヘンライコ・シャイア、ヘンライコ郡の一部
1607年にジェームズタウンが設立されてから間もない17世紀初期、イングランド人開拓者と探検家が他の地域への入植を始めた。この植民地で開発が積極的に進んだ地域の1つが、トマス・デール卿の誘導下に設立されたヘンライカスだった。その指導には、バージニア・インディアンや開拓者の子供たちを教育するためのカレッジも含まれていた。デールは「ハモアーズ」と呼ばれる男達を伴っていた。これらオランダ戦争の退役兵は、ジェームズタウンの開拓者よりも武装が優れ、訓練もなされていた。
デールはその場所について、「ジェームズタウンから80マイル (128 km) 上流で、新しい町を造るための便利で強力で、健康的で心地よい場所を探した。（私の出発時に指導を受けていたことに従い）そこに主要地点を移動させるかもしれないものを造るために」と記した。今日そこはファラスアイランドと呼ばれ、広さ5,000エーカー (20 km2)、ジェームズ川の岸の長さ7マイル (11 km) の地峡となっている場所だった。イングランド人開拓者は間もなく、川岸から174ヤード (159 m) の幅に防柵と堀のような溝を造って入り口を守った。
デールはその新しい開拓地を、イングランド王ジェームズ1世の長男で皇太子のヘンリー・フレデリック・ステュアートに因み、ヘンライカスと名付けた。1619年に完成した「ヘンライカスシティ」は3本の道路に、枠組みのしっかりした家屋、1棟の教会、倉庫、病院1つ、物見櫓があった。1619年はバージニア植民地にとって分岐点となった年だった。ヘンライコなど4つの大きなシティが形成され、そのうちの1つに現在のチェスターフィールド郡が含まれていた。同年、アメリカでは初のフォーリングクリーク鉄工所が、フォーリング・クリークがジェームズ川と合流する点のやや西に設立された。1622年のジェームズタウンの虐殺で、インディアンがイングランド人を追い出そうとして、ヘンライコシティや鉄工所を破壊した。町も鉄工所も再建されなかった。植民地にカレッジができたのは1693年になってからであり、首都で現在のウィリアム・アンド・メアリー大学が王室の認証を受けた。
1634年、国王の命令でバージニア植民地に8つのシャイアが作られた。その1つがヘンライコ郡であり、ジェームズ川両岸にある広大な領域を取り込んだ。

### チェスターフィールド郡の設立
1749年5月25日、バージニア植民地議会がヘンライコ郡を分割して、新しくチェスターフィールド郡を設立した。最初の郡庁所在地はチェスターフィールド・コートハウスとされた。レコンストラクション時代の1870年から1876年に郡庁舎がマンチェスターに移されたが、それ以外はチェスターフィールド・コートハウスが郡庁所在地であり続けている。マンチェスターは後にサウスリッチモンドに取り込まれた。
議会はこの新郡に、イギリスの国務大臣第4代チェスターフィールド伯爵フィリップ・スタンホープに因み、チェスターフィールド郡と名付けた。チェスターフィールド卿はその「マナーと筆跡の良さ」で有名だった。不躾な言い方を避けるためによく使った言い回しは「侮辱よりも傷の方が先に忘れられる」というものだった。後世にシガレットのチェスターフィールドという名前はこの郡の名前から取られた。
世界恐慌の1939年、バージニア州警察がその事務所をリッチモンド市中心街から、アメリカ国道60号線の西3.5マイル (5.6 km)、65エーカー (260,000 m2) の土地にある7室の農家に移した。この建物は管理本部と宿泊所として使われた。州警察はその後、ここに新しい管理本部と学校を建設した。

### 初期の港、石炭、道路、有料道路と鉄道
アメリカ独立戦争の前、ウォーウィックという繁栄する港町が、フォーリング・クリークとジェームズ川の合流点の北西にあった。戦中に破壊され、再建されなかった。現在はデュポンのアンプトヒル施設が近くにあり、公開されていない。またもう1つの港町としてアポマトックス川の北岸、現在のポイント・オブ・ロックス公園近くにウォルトホール港があった。
郡内ミッドロシアン地域での石炭採掘は18世紀に始まった。1701年頃、この地域に入植したフランス人ユグノーが石炭を発見した。その地域の土地344エーカー (1.4 km2) の土地を購入していた裕福な農園主ウィリアム・バード2世の1709年の日記には、「石炭商が大変良い炭鉱を見つけ、数世代にわたって供給できるほどある」と記していた。商業掘削は1730年代に始まり、独立戦争のとき、ウェストハム（現在のユグノー記念橋近く）で大砲を造ることに貢献した。
郡内のマンチェスター・ターンパイクは1807年に完成し、州内では最初の砂利敷道路となった。この有料道路はフォーリング・クリークの水源に近いミッドロシアンの炭鉱地域から、ジェームズ川のマンチェスター港の間に敷かれた。現在のミッドロシアン・ターンパイク（アメリカ国道60号線）は概ねこのルートを辿っている。
バージニア州公共事業局は1816年に設立され、19世紀の州内の内陸交通改良を助け資金手当てをする政府機関だった。この時代、民間企業に公的資金を投入するのは普通のことであり、現在の公共事業会社の先駆けとなった。土木技師で教育者のクラウディウス・クロゼット（1789年-1864年）はバージニア士官学校設立に貢献し、公共事業局の主幹技師、後には技師長になった。クロゼットは現在ウェストバージニア州に含まれる地域も含め、州内の多くの運河、有料道路、橋、鉄道の計画と建設を監督した。
公共事業局は新しい有料道路を部分的に造り、資金手当てをし、民間企業が運営して通行料を集めた。マンチェスター・アンド・ピーターズバーグ有料道路は現在のジェファーソン・ディヴィス・ハイウェイ（アメリカ国道1号線と同301号線の合流路）の大半を辿っており、有料道路の1つである。チェスターフィールドのマンチェスター地区における運河が建設され、ジェームズ川の滝を迂回して石炭を運んだ。その一部は今も残っており、リッチモンドのメイヨー橋南端近くで見ることができる。この運河は、リッチモンドの北岸に建設された大きなジェームズ川カナー運河ほど知られていないが、西に長く伸びている。
1825年、ニコラス・ミルズ、ビバリー・ランドルフ、エイブラハム・S・ウールドリッジなど鉱山所有者の一団が、市場へのアクセスを良くするために、鉄道の建設を決めた。ウールドリッジ兄弟はスコットランドのイーストロシアンとウェストロシアンの出身であり、その鉱山会社をミッドロシアンと名付け、それが町の名になった。1831年、バージニア州初の鉄道としてチェスターフィールド鉄道が開通した。フォーリング・クリーク近くの鉱山からジェームズ川滝線のドックまで石炭を運んだ。後にこの鉄道はリッチモンド・アンド・ダンビル鉄道（この鉄道がチェスターフィールド鉄道の事業性を無くした）やリッチモンド・アンド・ピーターズバーグ鉄道などと繋がれた。これらは南北戦争の前に完成しており、南部の物資や人を運ぶために重要な役割を果たした。
郡内には狭軌鉄道も建設された。ファームビル・アンド・ポウハタン鉄道、後のタイドウォーター・アンド・ウェスタン鉄道は、プリンスエドワード郡のファームビルから、チェスターフィールド東部バミューダ・ハンドレッドの小さな村まで延伸された。そこはジェームズ川がアポマトックス川と合流する点に近い港であり、現在のホープウェル市対岸にあった。この線はかなり前に廃線となり、路床の一部がポカホンタス州立公園入口近くビーチ道路沿いに見られる。
レコンストラクション時代の後、リッチモンド・アンド・ダンビル鉄道はサザン鉄道の一部となった。現在はノーフォーク・サザン鉄道に属している。1900年、シーボード・エア・ライン鉄道がほぼ並行する線を建設し、支線がホープウェルに伸びた。鉄道産業の再構築が1960年に始まり、最終的にCSXトランスポーテーションがこれら2線を吸収した。

### 南北戦争
南北戦争（1861年-1865年）の間、北軍の遥かに優秀な海軍がジェームズ川を遡ってリッチモンドに迫るのを防ぐために、南軍にとってドリューリーズブラフが重要な防衛点になった。ピーターズバーグ包囲戦（1864年-1865年）のとき、郡内を通る長い防衛工作物が南軍のリッチモンド・ピーターズバーグ防衛線の一部だった。ピーターズバーグを通る鉄道が1865年にリッチモンドが陥落するときの重要ポイントとなり、事実上戦争を終わらせた。
南北戦争後に州が解放奴隷の教育を支援するために設立した師範学校がその後バージニア州立大学となり、ピーターズバーグとコロニアルハイツに近いエトリック地域に立地している。

### 新しい独立市に渡した領域
リッチモンドからはジェームズ川の対岸にあるマンチェスターが、1870年から1876年までチェスターフィールド郡の郡庁所在地だったが、その後、現在のチェスターフィールド・コートハウスに戻された。一方、マンチェスター市は1874年にチェスターフィールド郡を離れて独立市となり、1910年にはリッチモンド市との合意により合併した。現在はサウスリッチモンドの一部になっている。
コロニアルハイツはチェスターフィールド郡に属する法人化町だったが、1948年に独立市になった。半世紀以上の後にまで、この2つの地域は政府サービスの幾らかを共有し続けている。

### 併合問題
チェスターフィールド郡は4つの独立市に接しており、バージニア州法の下でそれらのどれとも併合問題が生じてきた。20世紀には1944年にあったものを含め何度かリッチモンド市への併合で領域を失ってきた。リッチモンド市が1970年に郡の領域をさらに併合しようとしたときに論争が生じた。
1965年に、郡内の51平方マイル (132 km2) を吸収するために、リッチモンド市が起こした併合訴訟が聴聞に付されている間に、チェスターフィールド郡郡政委員会議長のアービング・G・ホーナーと、リッチモンド市長のフィル・J・バグリー・ジュニアが、個人的に会見して妥協案に達した。1969年5月、リッチモンド市とチェスターフィールド郡はいわゆるホーナー・バグリー妥協案を承認し、1969年7月12日の法廷判決に取り込まれた。このことで併合を妨害しようとしていた第三者を事実上締め出したので、蚊帳の外に置かれたと考えた。郡内で小さな通勤バス会社が運行権を持っていたが、拡張されたリッチモンド市が競合会社に権利を認めることになった。
リッチモンド市は郡内の23平方マイル (60 km2) を併合し、その中には消防署、公園と上下水道線などのインフラが含まれていた。合意の下で郡の教育学区も約1ダースの学校、支援建築物、将来の学校用地をリッチモンド市の公共教育学区の運営に移管した。併合された地域の住人はこの変更に不満だった。リッチモンド市公共教育学区は学校の人種統合に失敗したために、連邦裁判所で人種差別廃止に関する訴訟に巻き込まれていたからだった。移管された学校には、ユグノー高校、フレッド・D・トンプソン中学校、エルクハート中学校と8つの小学校が含まれていた。1971年、連邦裁判所は、これらの学校を市全体の人種差別廃止バス運行計画に含める命令を出した。この問題は1990年代に終わった。
併合された地域に住む住民47,000人の多くはこの動きに反対していた。彼らは7年以上、合意をひっくり返そうと訴訟に動いたが失敗した。ある者は併合された地域を「占領されたチェスターフィールド」と呼んだ。
リッチモンド市の多くの黒人住人も、併合が1965年選挙権法に違背すると主張して併合に反対した。リッチモンド市は併合された地域の白人票を追加することで、市内の黒人票の力を薄め、黒人の選挙権を減らそうと考えていると主張した。1970年、併合前のリッチモンド市人口は202,359人であり、そのうち104,207人、52%が黒人の市民だった。併合によって47,262人が増え、そのうちの45,705人が非黒人、1,557人が黒人だった。併合後の人口は249,621人となり、黒人比率は42%に下がった。
連邦裁判所では原告が勝訴した。リッチモンド市は黒人が選挙での力を失わないように選挙区システムを創り、それまで市全体から市政委員を選んでいたシステムから変更された（以前のシステムでは人口の多数を占める集団が容易に多数を占めた）。選挙区システムでは4つの選挙区が圧倒的に白人優位であり、4つの選挙区は黒人優位、1つの選挙区が白人49%と黒人41%だった。選挙区が導入されてから間もなく、リッチモンド市は初の黒人市長を選出した。

### 州の併合法改訂
多くの政治指導者は、バージニア州法の併合法が地方の地域協業に対して障害を生み出していると考えていた。1970年のリッチモンド市とチェスターフィールド郡の事例から生じた問題は、州議会が変更を検討したときに、地域協業に対する障害の例と見なされた。1979年、バージニア州議会は、一定の人口と人口密度の基準を満たした郡は、恒久的に併合を免れることを宣言するために、地方巡回裁判所に請願できるという法を採択した。チェスターフィールド郡など数郡が、将来的にリッチモンド市からの併合を免れる請願を行い認証を受けた。
州議会は州内の併合に関わる議論を認識し、1987年、将来的な都市による郡部の併合について一時停止期間を設けた。2010年までとされた一時停止が明けても、チェスターフィールド郡は1981年の州による免除認定があるので、リッチモンド市からの併合は免除されたままである。新しい税収あるいは別の合意ができなければ、隣接するコロニアルハイツ、ホープウェル、ピーターズバーグの各独立市から併合訴訟を受ける危険性はある。

## 高規格道路、交通
20世紀後半からチェスターフィールド郡は、リッチモンド市のベッドタウンとして飛躍的に成長した。路面電車のリッチモンド・ピーターズバーグ都市間電気鉄道やボンエアーまでのサザン鉄道による通勤列車は1957年までに廃止された。
両市から郡内にバスのルートが延伸されたが、1970年代にリッチモンド市とピーターズバーグ市の大型バス体系が政府の支援下に運行する形に転換したとき、郡は乗り換えバスの資金を出さなかった。バージニア・オーバーランド・トランスポーテーションなど民間の郊外型バス会社は利益を出せず、州のデモプログラム認可を通じて開業資金を手当てしても同じだった。郡指導者は、郡民が地方間移動、通勤などに自家用車を使うと考えた。人口が増えるに連れて交通量も増え、大気質が悪化したので、郡にバスの運行を求める者もいた。さらに問題を複雑にしたのは、大半の道路に側道が無く、住民の自動車依存率を高めた。
20世紀を通じてバージニア州交通省は州間高速道路や1級と2級の州道の整備を進めたが、人口が増え、自動車利用が増すと、直ぐに車で溢れた。高規格道路を建設するために必要な資金源が不足していた。リッチモンド・ピーターズバーグ・ターンパイクは1958年に開通し、通行料債券を資金に建設され、リッチモンド市の北端からピーターズバーグ市の南端まで、アメリカ国道1号線や同301号線と平行に走った。その中でもチェスターフィールド郡を抜ける部分が最長だった。州間高速道路体系創設以前の考え方に従い、道路は1992年に無料化された。ピーターズバーグに近い州間高速道路85号線の北端部分を含め、元のリッチモンド・ピーターズバーグ・ターンパイクは、バージニア州中央部にあって州間高速道路95号線の重要部となっている。
リッチモンド市のポーホワイト・パークウェイ（リッチモンド都市圏公社が運営する有料道路）の延伸部が1988年に開通した。チェスターフィールド郡への延伸部はバージニア州交通省が運営し、料金を徴収している（リッチモンド市とチェスターフィールド郡内にある全線は州道76号線と指定されている）。郡の延伸部は州道150号線（チッペナム・パークウェイ）への出口に始まり、リッチモンド市の西にあるアメリカ国道60号線出口、ミッドロシアンにある州道288号線出口がある。南端はブランダーミル開発地に近い。ポーホワイト・パークウェイは新しい高速有料道路であり、スマートタグやイージーパスを所有する者は時速45ないし50マイル (72-80 km/h) で走行できる。
州道895号線とも呼ばれる長さ8.8マイルの有料道路、ポカホンタス・パークウェイはチェスターフィールド郡内にある州間高速道路95号線と州道150号線交差点から、ヘンライコ郡にあるリッチモンド国際空港近くの州間高速道路295号線とを繋いでおり、リッチモンド市の南東バイパスになっている。この道路には、深水深リッチモンド港からジェームズ川を下る水路に架かる橋桁の高いベトナム戦争退役兵記念橋があり、海洋航行可能な船でも余裕をもって通ることができる。
州道895号線は昔から計画が続けられ、州と連邦の資金が不足していたが、州が革新的な資金集めを行った。1995年、バージニア州議会は公共・民間交通法を成立させ、交通改善のために民間団体が設計、建設、資金繰り、運営に関する提案を行えるようにした。官民共同体の提案が州の承認を得た。この共同体はコストを回収するために通行料を集めている。リッチモンド地域の高速レーンの1つでの料金の徴収には、スマートタグなど電子料金収集発信器を備えておれば、高速のまま通行できるようになっている。
大型計画都市であるブランダーミルには会議場もあり、1977年に雑誌「ベター・ホームズ・アンド・ガーデンズ」と全国住宅建設業協会から「アメリカで最良の計画都市」に指名された。

## 地理
アメリカ合衆国国勢調査局に拠れば、郡域全面積は437平方マイル (1,131.8 km2)であり、このうち陸地426平方マイル (1,103.3 km2)、水域は11平方マイル (28.5 km2)で水域率は2.57%である。
チェスターフィールド郡はその境界線の大半を規定する2つの川に接している。隣接する主要都市は滝線と呼ばれるこれらの川の航行上限に造られた。この滝線の上は丘陵と岩のピードモント台地であり、滝線の下は砂質で平坦な海岸平原地域に標高を下げており、このために船舶が上流に行くことができなくしている。チェスターフィールド郡内には両方の地域が含まれている。
リッチモンド市とマンチェスター市はどちらもジェームズ川の滝線に造られた。郡北部の大半はリッチモンド市の「サウスサイド」と呼ばれる地域に入っている。ジェームズ川はリッチモンド市まで東流し、滝線からはほぼ真南に約8マイル (13 km) 流れ、その後は東に流れる。隣接するヘンライコ郡がリッチモンド市のウェストエンド、ノースサイド、イーストエンドまで広がっている。
チェスターフィールド郡の南はアポマトックス川に接している。郡の南部と東部の大半は、滝線上にあるピーターズバーグ市を含むトリシティーズ地域に入ると考えられる

### 主要高規格道路
| - 州間高速道路95号線 - 州間高速道路295号線 - アメリカ国道1号線 - アメリカ国道60号線 - アメリカ国道301号線 - アメリカ国道360号線 | - バージニア州道10号線 - バージニア州道36号線 - バージニア州道76号線（有料） - バージニア州道144号線 - バージニア州道145号線 - バージニア州道147号線 | - バージニア州道150号線 - バージニア州道288号線 - バージニア州道895号線（有料） |

### 隣接する郡と独立市
- ヘンライコ郡 - 北東
- リッチモンド市 - 北東
- チャールズシティ郡 - 東
- ホープウェル市 - 南東
- プリンスジョージ郡 - 南東
- コロニアルハイツ市 - 南東
- ピーターズバーグ市 - 南東
- ディンウィディ郡 - 南
- アメリア郡 - 南西
- ポウハタン郡 - 北西

### 国立保護地域
- プレスキル国立野生生物保護区
- リッチモンド国立戦場跡公園（部分）

## 人口動態
以下は2000年国勢調査による人口統計データである。
| 基礎データ - 人口: 259,903人 - 世帯数: 93,772 世帯 - 家族数: 72,110 家族 - 人口密度: 236人/km2（610人/mi2） - 住居数: 97,707軒 - 住居密度: 89軒/km2（230軒/mi2） 人種別人口構成 - 白人: 65.44% - アフリカン・アメリカン: 32.23% - ネイティブ・アメリカン: 0.33% - アジア人: 2.37% - 太平洋諸島系: 0.04% - その他の人種: 1.34% - 混血: 1.41% - ヒスパニック・ラテン系: 2.93% 先祖による構成 - アフリカ系：18% - イギリス系：14.5% - ドイツ系：12.5% - アイルランド系：11% - イタリア系：4% - スコットランド・アイルランド系：3% 年齢別人口構成 - 18歳未満: 28.3% - 18-24歳: 7.7% - 25-44歳: 31.2% - 45-64歳: 24.9% - 65歳以上: 8.1% - 年齢の中央値: 36歳 - 性比（女性100人あたり男性の人口） - 総人口: 95.0 - 18歳以上: 91.3 | 世帯と家族（対世帯数） - 18歳未満の子供がいる: 40.7% - 結婚・同居している夫婦: 62.2% - 未婚・離婚・死別女性が世帯主: 11.2% - 非家族世帯: 23.1% - 単身世帯: 18.5% - 65歳以上の老人1人暮らし: 4.8% - 平均構成人数 - 世帯: 2.73人 - 家族: 3.11人 収入と家計 - 収入の中央値 - 世帯: 58,537米ドル - 家族: 65,058米ドル - 性別 - 男性: 43,030米ドル - 女性: 30,518米ドル - 人口1人あたり収入: 25,286米ドル - 貧困線以下 - 対人口: 4.5% - 対家族数: 3.3% - 18歳未満: 5.6% - 65歳以上: 3.4% |

## 姉妹郡
2005年、チェスターフィールド郡はイングランドのケント州グレイブシャム・ボロと姉妹関係を持つことに合意した。テムズ川沿いにあるグレイブセンドの町がボロに属している。ポカホンタスがイングランド旅行中に死に、葬られたのがこの町だった。チェスターフィールド郡にあるマトーカの町は、北アメリカでポカホンタスが生まれた町と昔から考えられている。この姉妹関係は、2007年にジェームズタウン設立400周年を祝うバージニア州の行事に合わせたものだった。

## 認定
2004年5月、チェスターフィールド郡は雑誌「アメリカン・シティ・ビジネス・ジャーナル」から「アメリカで生活する最良場所」17位に挙げられた。
NASCARのスーパースター、デニー・ハムリンが郡を故郷としている。ミッドロシアンにあるサウスサイド・スピードウェイなど地元の短距離レース場で出場していた。
スウィフト・ボート・ベテランズ・フォー・トルースの議長ロイ・F・ホフマンが郡内に家を持っている。

## 未編入の町
チェスターフィールド郡には法人化された町が無い。しかし、郡企画部は郡内の25の地域を認定している
チェスターフィールド郡コミュニティ指標報告書に、コミュニティに関する情報が示されている
| - ベルウッド - ベルモント - ボンエア - ブランダーミル - チェスター - チェスターフィールドコートハウス - 郡庁所在地 - イーノン - エトリック - ジェニト | - ゴードン - ハロウゲイト - ヘニング - ジェファーソンデイヴィスノース - マンチェスター - ハンプトンパーク - マトーカ - メドウブルック - ミッドロシアン | - リームズ - ロビアス - ロックウッド - ソールズベリー - サウスロックウッド - スプリングラン - ウィンターポック - ウッドレイク |

その他興味ある地域と国勢調査指定地域は以下の通りである。
- ベンスリー
- バミューダ・ハンドレッド
- モースリー

上記の町の多くはリッチモンド市あるいはコロニアルハイツ市を郵便用住所に使っていた。住民がチェスターフィールド郡ではなく、これら両市に資産税を送金するという混乱があったために、それぞれ「ノーザン・チェスターフィールド」と「サザン・チェスターフィールド」という住所に変更されてきた。

## 教育
郡内の公共教育はチェスターフィールド郡公共教育学区が管轄しており、アメリカ合衆国教育省のブルーリボン賞を受賞してきた。